# 應力-能量張量
應力-能量張量，也稱應力-能量-動量張量、能量-應力張量、能量-動量張量、簡稱能動張量，在物理學中是一個張量，描述能量與動量在時空中的密度與通量(flux)，其為牛頓物理中應力張量的推廣。在廣義相對論中，應力-能量張量為重力場的源，一如牛頓重力理論中質量是重力場源一般。應力-能量張量具有重要的應用，尤其是在愛因斯坦場方程式。

## 定義
請注意我們將全程使用到愛因斯坦取和原則。當用到座標表示，x0代表時間，其他座標項x1, x2及x3則為剩下的空間分量。
應力-能量張量為一個二階張量{\displaystyle T^{ab}}，給出四維動量或4-動量之a分量通過一座標為常數xb之表面的通量。
另外要注意的是應力-能量張量是對稱(當自旋張量為零時)，亦即 
{\displaystyle T^{ab}=T^{ba}\,}
若自旋張量S非零，則
{\displaystyle \partial _{\alpha }S^{\mu \nu \alpha }=T^{\mu \nu }-T^{\nu \mu }}

## 例子
此處舉出一些特例：
{\displaystyle T^{00}}
代表能量密度。
{\displaystyle T^{0i}}
代表能量通過xi表面之通量，等同於
{\displaystyle T^{i0},}
第i 動量之密度。
分量
{\displaystyle T^{ij}}
代表i 動量通過xj表面之通量。其中較特別的是：
{\displaystyle T^{ii}}
代表一個類似壓力與張應力的物理量——正向應力(normal stress)，而
{\displaystyle T^{ij},\quad i\neq j}
代表剪應力(shear stress)。
提醒：在固態物理與流體力學中，應力張量所指為應力-能量張量於共動參考系(comoving frame of reference)的空間分量。換句話說，工程學中的應力-能量張量與此處由動量對流項(momentum convective term)表示的應力-能量張量有所差異。

## 作為諾特流(Noether current)
應力-能量張量滿足連續性方程式(continuity equation)
{\displaystyle \nabla _{b}T^{ab}=T^{ab}{}_{;b}=0}.
此一物理量
{\displaystyle \int d^{3}xT^{a0}}
是對一類空切面積分，得出能量-動量向量。分量{\displaystyle T^{a0}}因此可以詮釋為（非重力的）能量與動量之局域密度，而連續性方程式的第一分量
{\displaystyle \nabla _{b}T^{0b}=\nabla \cdot \mathbf {p} -{\frac {\partial E}{\partial t}}=0}
則單純是能量守恆的表述。空間分量{\displaystyle T^{ij}} (i, j = 1, 2, 3)則對應到局域非重力的應力分量，其中包括了壓力。此一張量為與時空移動相應的守恆諾特流(Noether current)。

## 於廣義相對論中
上面所給的關係並不唯一決定此張量。在廣義相對論中，對稱形式的張量，也就是額外滿足
{\displaystyle T^{ab}=T^{ba}}
的關係的張量成為時空曲率的源，並且是與規範变換(gauge transformation)相應的流密度(current density)，在此是以座標变換為例。若有扭率(torsion)，則此張量就不再是對稱的。這對應到非零自旋張量的例子。參見愛因斯坦-嘉當重力。
在廣義相對論中，平直時空所用的偏導數(偏微分，partial derivative)修改為協變導數(covariant derivative)。這表示連續性方程式中用張量表示的能量和動量不是絕對地守恆。在牛頓重力的古典極限，這一點有一個簡單的解釋：與引力位能互相交換的能量，它沒有包含在能動張量中，而動量是通過場傳遞到其他物體。然而在廣義相對論中，無法定義對應「重力場」能量密度與動量密度的物理量；任何意圖要定義這些密度的膺張量(pseudo-tensor)均可以透過一個座標轉換使它們局域地消失為零。一般情況下，對於應力─能量張量只是部分的"協變守恆"，我們必須感到心滿意足。
在彎曲時空中，一般而言類空積分依賴於類空截面。事實上在一般的彎曲時空中是無法定義一個全局的能量─動量張量（原文誤為'vector'）。

### 愛因斯坦場方程式
在廣義相對論中，應力-能量張量主要出現在愛因斯坦場方程式的研究題材中，方程式常寫為：
{\displaystyle R_{\alpha \beta }-{1 \over 2}R\,g_{\alpha \beta }={8\pi G \over c^{4}}T_{\alpha \beta },}
其中{\displaystyle R_{\alpha \beta }}為里奇張量, {\displaystyle R}為里奇純量（對里奇張量做張量縮併(tensor contraction)而得），以及{\displaystyle G}為宇宙重力常數(universal gravitational constant).

## 特殊情况下的应力-能量张量

### 孤立粒子
在狭义相对论中，质量为m的无相互作用粒子的应力-能量张量为：
{\displaystyle T^{\alpha \beta }[t,x,y,z]={\frac {m\,v^{\alpha }[t]v^{\beta }[t]}{\sqrt {1-(v/c)^{2}}}}\delta (x-x[t])\delta (y-y[t])\delta (z-z[t])}
其中δ是狄拉克δ函数，{\displaystyle v^{\alpha }\!}是速度矢量：
{\displaystyle {\begin{pmatrix}v^{0}[t]\\v^{1}[t]\\v^{2}[t]\\v^{3}[t]\end{pmatrix}}={\begin{pmatrix}1\\{dx[t] \over dt}\\{dy[t] \over dt}\\{dz[t] \over dt}\end{pmatrix}}.}

### 处于平衡状态下的流体的应力-能量张量
对于处于热平衡状态下的流体，应力-能量张量具有一个特别简单的形式：
{\displaystyle T^{\alpha \beta }\,=(\rho +{p \over c^{2}})u^{\alpha }u^{\beta }+pg^{\alpha \beta }}
其中{\displaystyle \rho }是质量-能量密度（牛顿每立方米），{\displaystyle p}是流体静压力（牛顿每平方米），{\displaystyle u^{\alpha }}是流体的四维速度，{\displaystyle g^{\alpha \beta }}是度量张量的逆。
四维速度满足：
{\displaystyle u^{\alpha }u^{\beta }g_{\alpha \beta }=-c^{2}\,.}
在随流体一起移动的惯性参考系中，四维速度为：
{\displaystyle u^{\alpha }=(1,0,0,0)\,,}
度量张量的倒数为：
{\displaystyle g^{\alpha \beta }\,=\left({\begin{matrix}-c^{-2}&0&0&0\\0&1&0&0\\0&0&1&0\\0&0&0&1\end{matrix}}\right)\,,}
应力-能量张量是一个对角矩阵：
{\displaystyle T^{\alpha \beta }=\left({\begin{matrix}\rho &0&0&0\\0&p&0&0\\0&0&p&0\\0&0&0&p\end{matrix}}\right).}

### 电磁应力-能量张量
一个无源电磁场的应力-能量张量为：
{\displaystyle T^{\mu \nu }(x)={\frac {1}{\mu _{0}}}\left(F^{\mu \alpha }g_{\alpha \beta }F^{\nu \beta }-{\frac {1}{4}}g^{\mu \nu }F_{\delta \gamma }F^{\delta \gamma }\right)}
其中{\displaystyle F_{\mu \nu }}是电磁张量。

### 标量场
满足克莱因-戈尔登方程的标量场{\displaystyle \phi }的应力-能量张量为：
{\displaystyle T^{\mu \nu }={\frac {\hbar ^{2}}{m}}(g^{\mu \alpha }g^{\nu \beta }+g^{\mu \beta }g^{\nu \alpha }-g^{\mu \nu }g^{\alpha \beta })\partial _{\alpha }{\bar {\phi }}\partial _{\beta }\phi -g^{\mu \nu }mc^{2}{\bar {\phi }}\phi .}

## 各式各樣的應力-能量張量
存在有一些互不相等的應力-能量張量。

### 正則(Canonical)應力-能量張量
其為與時空平移相關的諾特流。

### 希爾伯特應力-能量張量
應力-能量張量在廣義相對論中僅能以動態度規來定義。其定義成一個泛函導數(functional derivative)
{\displaystyle T^{\mu \nu }(x)={\frac {2}{\sqrt {-g}}}{\frac {\delta {\mathcal {S}}_{\mathrm {matter} }}{\delta g_{\mu \nu }(x)}}}
其中Smatter是作用量的非重力部份，為對稱的且有規範不變性。

### 赝張量(Pseudotensors)
赝張量的例子有愛因斯坦赝張量與藍道-里夫須茲赝張量(Landau-Lifschitz pseudotensor)。

## 外部連結
- Lecture, Stephan Waner
- Caltech Tutorial on Relativity — A simple discussion of the relation between the Stress-Energy tensor of General Relativity and the metric